# Liste der sonstigen Militärstandorte in Deutschland
Die Liste der sonstigen Militärstandorte in Deutschland listet alle militärischen Einrichtungen norwegischer, dänischer und luxemburgischer Verbände in Deutschland auf. Sämtliche Standorte sind mittlerweile geschlossen. Um die Originalität zu erhalten, folgen die Ortsnamen – soweit es vertretbar erschien – den bei den jeweiligen Streitkräften üblichen Bezeichnungen (d. h. spätere Gemeindereformen werden nicht berücksichtigt).

## Geschichte
Großbritannien stellte nach Kriegsende rasch fest, dass seine Truppen nicht ausreichten, um seine sehr große Besatzungszone in Nordwestdeutschland militärisch zu sichern. Daher warb es bei seinen Alliierten um Unterstützung. Kanada und Belgien sowie polnische Exilverbände hatten sich als Teil der (BR) Twenty-first Army Group unter Feldmarschall Montgomery an der Eroberung des Deutschen Reiches beteiligt und übernahmen bis 1946 auch Besatzungsaufgaben in fest umrissenen Räumen. Lediglich Belgien beließ seine Truppen dauerhaft – bis nach der Wiedervereinigung – in Deutschland, während die kanadischen und exilpolnischen Verbände abgezogen oder aufgelöst wurden.
Mit der Verschärfung des Ost-West-Gegensatzes 1947 konnten sich auch die skandinavischen Partner dem britischen Drängen nicht länger verschließen und zunächst Norwegen, sodann Dänemark beschlossen, je eine Brigade – „Tysklandbrigade“ und „Den Danske Brigade“ genannt – nach Deutschland zu entsenden, um Großbritannien zu entlasten. Die norwegischen Truppen – zum Leidwesen der Briten allerdings Ausbildungs- und keine Kampfverbände – wurden zunächst am Harz mit dem HQ in Northeim, die dänischen Truppen in Ostfriesland mit dem Hauptquartier auf dem Fliegerhorst Jever stationiert. Norwegen verlegte seine Brigade 1948 in den Raum nördlich des Nord-Ostsee-Kanals (HQ Schleswig), Dänemark nach Holstein (HQ Itzehoe). Die norwegische und die dänische Brigade sollten einen möglichen Vorstoß sowjetischer Kräfte Richtung Jütland verzögern, bis Verstärkungskräfte eingetroffen wären. Nachdem die skandinavischen Truppen ihre Garnisonen bezogen hatten, verlegte Großbritannien seine Besatzungstruppen aus Schleswig-Holstein auf andere Kriegsschauplätze, insbesondere nach Malaya.
Die Verbände unterstanden folgenden Oberkommandos:
- Die norwegische Tysklandbrigade mit dem Stab in Schleswig unterstand dem (NO) Deutschlandkommando in Neumünster und für Einsatzbelange zunächst der 5th Yorkshire Division (BAOR), dann dem britischen Regionalkommando Hannover. Im April 1953 wurde die Brigade mit einer Truppenparade auf dem Fliegerhorst RAF Schleswigland (dem Marinefliegerhorst Jagel) in Anwesenheit von Kronprinz Olav verabschiedet.

- Den Danske Brigade wurde von einem Brigadestab, der 1947 auf dem Fliegerhorst Jever eingerichtet worden war und 1949 nach Itzehoe verlegt wurde, geführt, der BAOR unterstellt war. Nach dem Aufbau der NATO-Kommandostrukturen unterstand die (DA) Brigade, ebenso wie die (NO) Brigade dem Stab AFNORTH. Der Abzug der dänischen Truppen erfolgte am 15. April 1958.

Anders verhielt es sich bei der Truppenstationierung in Süddeutschland. Die USA verzichteten völlig auf die Unterstützung durch fremde Truppen in ihrer Zone und auch Frankreich machte in dieser Frage nur eine einzige Ausnahme, indem es Luxemburg erlaubte, ein Bataillon in Bitburg mit Teilen in Saarburg zu stationieren. Von 1945 bis 1955 dauerte die Stationierung des Infanteriebataillons, das allerdings nicht in die französische Armee integriert war, sondern dem VII (US) Corps und damit USAREUR unterstand.

## Niedersachsen
| Standort     | Liegenschaft        | Vornutzer                     | Truppenteile                 | Jahr der Auflösung | Nachnutzung            | Bemerkungen                                |
| ------------ | ------------------- | ----------------------------- | ---------------------------- | ------------------ | ---------------------- | ------------------------------------------ |
| Aurich       | Maple Leaf Barracks | BAOR                          | (DA) Truppenteil 1947        | 1949               | BAOR                   | Deutscher Name: Blücher-Kaserne            |
| Braunschweig | Wellesley Barracks  | BAOR                          | (NO) Truppenteil 1947        | 1948               | BAOR                   | Deutscher Name: Luftnachrichten-Kaserne    |
| Goslar       | Manchester Barracks | BAOR                          | (NO) Truppenteil 1947        | 1948               | BAOR                   | Fliegerhorst Goslar                        |
| Göttingen    | Nordleida Kaserne   | Border Barracks (BAOR)        | (NO) Truppenteil 1947        | 1948               | Border Barracks (BAOR) | Deutscher Name: Zieten-Kaserne             |
| Hildesheim   | Tofrek Barracks     | BAOR                          | (NO) Truppenteil 1947        | 1948               | BAOR                   | Fliegerhorst Hildesheim                    |
| Jever        | Cardigan Barracks   | RAFG                          | (DA) Den Danske Brigade 1947 | 1949               | RAFG                   | Fliegerhorst Jever. Verlegung nach Itzehoe |
| Northeim     | Scharnhorst-Kaserne | (NO) Deutschlandkommando 1947 | Norwegische Armee            | 1948               |                        | Verlegung nach Neumünster                  |
| Varel        | Friesland-Kaserne   | BAOR                          | (DA) Truppenteil 1947        | 1949               |                        |                                            |

## Rheinland-Pfalz

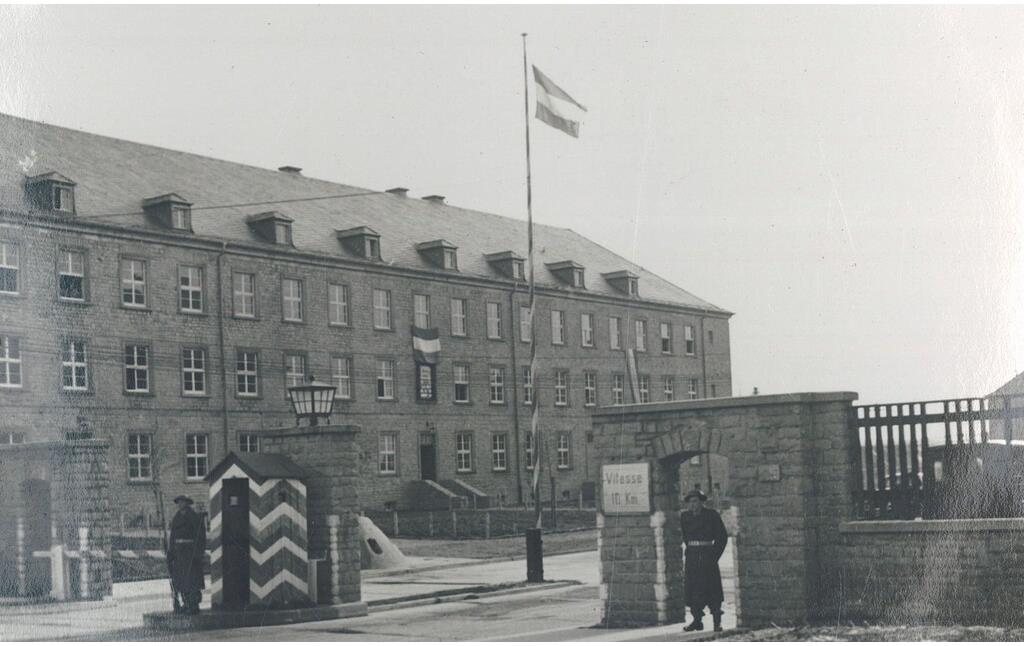
Luxemburgische Armee in Bitburg „Alte Kaserne“ 1953

| Standort | Liegenschaft            | Vornutzer                              | Truppenteile                   | Jahr der Auflösung | Nachnutzung | Bemerkungen                                                   |
| -------- | ----------------------- | -------------------------------------- | ------------------------------ | ------------------ | ----------- | ------------------------------------------------------------- |
| Bitburg  | Caserne Luxembourgeoise | Kaserne Mötscher Straße (Alte Kaserne) | 2e Bataillon d'Infanterie 1945 | 1955               | FFA         | 1945–1946 waren Teile des Bataillons in Saarburg stationiert. |

## Schleswig-Holstein

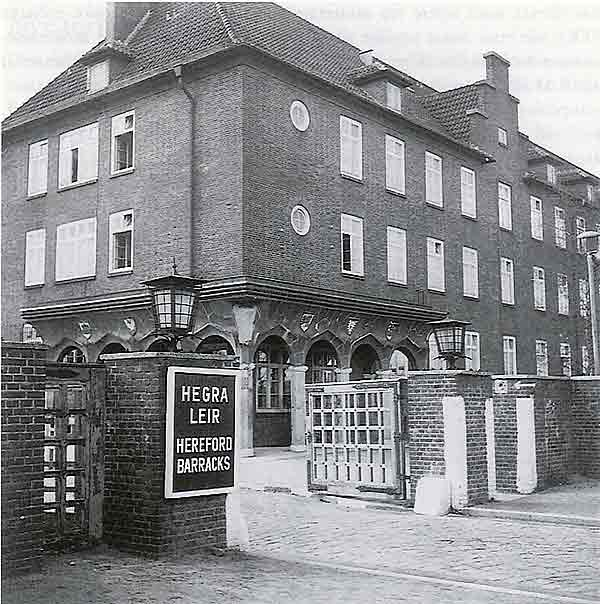
Norwegische Brigade in Deutschland, Flensburg, Hereford Barracks 1952

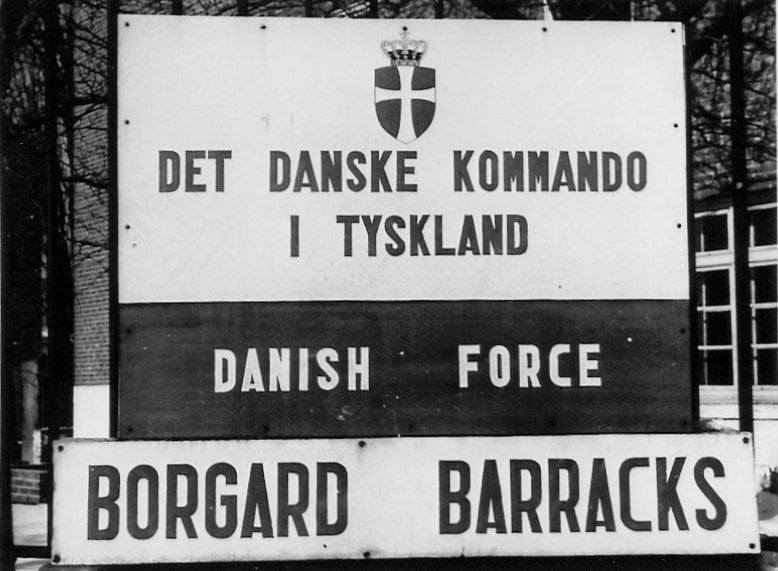
Hauptquartier Dänische Brigade in Deutschland, Itzehoe 1953

| Standort      | Liegenschaft       | Vornutzer                | Truppenteile                  | Jahr der Auflösung | Nachnutzung                                    | Bemerkungen                                                                 |
| ------------- | ------------------ | ------------------------ | ----------------------------- | ------------------ | ---------------------------------------------- | --------------------------------------------------------------------------- |
| Flensburg     | Hegra Leir         | Hereford Barracks (BAOR) | (NO) Truppenteil 1948         | 1953               | Grenzland-Kaserne (Bundeswehr) bis 1993        | Wohngebiet                                                                  |
| Husum         | Leicester Barracks | BAOR                     | (NO) Truppenteil 1948         | 1953               |                                                | Deutscher Name: Marine-Kaserne                                              |
| Husum         | RAF Husum          | RAFG                     | (NO) Truppenteil 1948         | 1953               |                                                | Fliegerhorst Husum                                                          |
| Itzehoe       | Borgard Barracks   | BAOR                     | (DA) Den Danske Brigade 1949  | 1958               | Bundeswehr                                     | Deutscher Name: Hanseaten-Kaserne                                           |
| Kiel-Holtenau | Hendon Barracks    | RAFG                     | (NO) Truppenteil 1948         | 1953               |                                                | Seefliegerhorst Holtenau                                                    |
| Neumünster    | McLeod Barracks    | BAOR                     | (NO) Deutschlandkommando 1948 | 1949               |                                                | Deutscher Name: Ruhleben- oder Hindenburg-Kaserne. Verlegung nach Rendsburg |
| Rendsburg     | Albuhera Barracks  | BAOR                     | (NO) Deutschlandkommando 1949 | 1953               | (DA) Truppenteil                               | Deutscher Name: Eider-Kaserne                                               |
| Rendsburg     | Albuhera Barracks  | (NO) Deutschlandkommando | (DA) Truppenteil 1953         | 1958               | LANDJUT 1962                                   | Deutscher Name: Eider-Kaserne                                               |
| Schleswig     | Marine Barracks    | BAOR                     | (NO) Truppenteil 1948         | 1953               |                                                | Deutscher Name: Luft Marine Kaserne                                         |
| Schleswig     | RAF Schleswigland  | RAFG                     | HQ (NO) Tysklandbrigade       | 1953               | 1958 Marinefliegerhorst Jagel                  | Fliegerhorst Schleswig                                                      |
| Schleswig     | Caterham Barracks  | RAFG                     | (NO) Truppenteil              | 1953               | Kaserne Auf der Freiheit (Bundeswehr) bis 2004 | Wohngebiet                                                                  |

## Abkürzungen
| Abkürzung | Text                                                                         |
| --------- | ---------------------------------------------------------------------------- |
| AFNORTH   | Allied Forces Northern Europe                                                |
| BAOR      | British Army of the Rhine                                                    |
| DA        | Danish, Dänemark                                                             |
| FFA       | Forces Françaises en Allemagne                                               |
| HQ        | Headquarters                                                                 |
| LANDJUT   | Hauptquartier der Alliierten Landstreitkräfte Schleswig-Holstein und Jütland |
| NATO      | North Atlantic Treaty Organisation                                           |
| NO        | Norwegian, Norwegen                                                          |
| RAF       | Royal Air Force                                                              |
| RAFG      | Royal Air Force Germany                                                      |
| USAFE     | United States Air Force in Europe                                            |
| USAREUR   | United States Army in Europe                                                 |